# Balanophyllia diomedeae
Balanophyllia diomedeae är en korallart som beskrevs av Vaughan 1907. Balanophyllia diomedeae ingår i släktet Balanophyllia och familjen Dendrophylliidae. Inga underarter finns listade i Catalogue of Life.